# Helopicus infuscatus
Helopicus infuscatus is een steenvlieg uit de familie Perlodidae. De wetenschappelijke naam van de soort is voor het eerst geldig gepubliceerd in 1838 door Newman.